# Thomas Vermaelen
Thomas Vermaelen (Kapellen, 1985. november 14. –) belga válogatott labdarúgó, a belga válogatott kapitánya és a Vissel Kobe hátvédje.  Posztját tekintve középhátvéd.

## Pályafutása

### Korai évek
Vermaelen karrierjét a Germinal Ekerennél kezdte, később a klub megváltoztatta nevét Germinal Beerschot-ra.

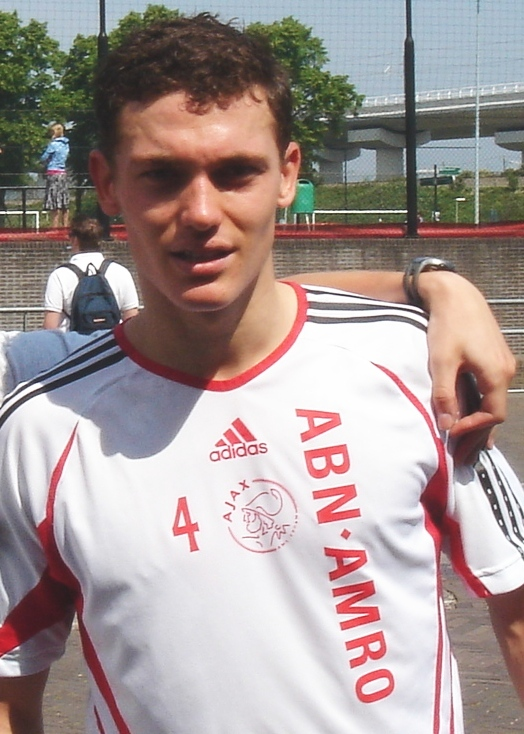
Vermaelen az Ajaxnál 2000-2009 között.

### Ajax
Vermaelen 2000-ben csatlakozott a holland Ajax akadémiájához. Debütálására a felnőtt csapatban 2004. február 14-én a Volendam ellen került sor, amit csapata megnyert 2-0-ra. A 2003-04-es szezonban az Ajax megnyerte a bajnokságot, így Vermaelen első komolyabb kupáját nyerte a felnőtt csapattal. A következő idényt kölcsönben töltötte az RKC Waalwijk csapatának. Vermaelen nem szerepelt a kezdő csapatban, csak cserepadon kapott lehetőséget. 13 mérkőzés alatt 3-szor talált be az RKC színeiben.
Mikor visszatért az Ajaxhoz, akkor a klub kupagyőztes lett. 2006-ban szerepelhetett először a válogatottban, ennek egy ideje már csapatkapitánya is. A 2006-07-es szezonban, és az azt követő idényben is az Ajax szuperkupa-győztesnek mondhatta magát. A 2008-09-es szezonban Vermaelen megkapta a kapitányi karszalagot, így a csapatkapitánya lett az Ajaxnak, ám a rákövetkező szezonban elhagyta klubját.

### Arsenal
2009. június 19-én Vermaelen csatlakozott az Arsenalhoz, 12 millió euróért. A klub először csak 10 millió euró előleget fizetett az Ajaxnak, majd később kifizette a maradék 2 milliót. Miután az Arsenal középhátvédje, Kolo Touré elhagyta klubot, ezért Vermaelen jött a helyére, és megkapta Touré 5-ös mezszámát. Az Arsenal középhátvédsorát ígyx William Gallas és Thomas Vermaelen alkotta. Első mérkőzését az Everton ellen volt egy bajnoki mérkőzésen, ahol a 37. percben gólt is szerzett. Ezzel ő lett a nyolcvannegyedik olyan Arsenal-játékos, aki debütálásakor gólt szerzett. Következő találatát szeptember 19-én a Wigan Athletic ellen jegyezte, egyébként a meccs végeredménye 4-0 lett az Arsenal javára. Szeptember végén, az Arsenal drukkerek megválasztották őt a hónap játékosának, és elnevezték „Verminator”nak, ez lett az új beceneve. Első öngólját a Chelsea elleni bajnokin szerezte, mikor a korábbi Arsenal-játékos Ashley Cole beadását követően a saját kapujába talált. A mérkőzés 3-0 vereséggel ért véget. Legszebb gólját a Blackburn elleni bajnokin szerezte, mikor 25 méterről talált a kapuba. Legtöbb gólját a 2009-2010es szezon első felében szerezte, sokat fejesből. Vermaelen év végén jelölték az év belga sportolója-díjra. Kiemelkedő teljesítménye miatt benne volt a PFA év csapatában. A szezont befejezvén 45 mérkőzés alatt 8 találatot jegyzett.
A 2010-2011-es szezonban az Emirates kupán Vermaelen volt a csapatkapitány az AC Milan ellen, ugyanis Cesc Fàbregas nem szerepelt a mérkőzésen, és a csapatkapitány-helyettesek, Manuel Almunia és Robin van Persie sem voltak nevezve a keretbe.
A 2010-2011es szezon kezdetével Vermaelen 3 mérkőzést játszott az Arsenal színeiben. Pár nap múlva egy válogatott mérkőzésen megsérült az Achillese, így előzetes becslések szerint pár hetet kellett volna kihagynia. A pár hétből végül egy bő nap lett, és visszatérésekor rögtön rásérült a korábbi sérülésére. Úgy nézett ki, hogy 3-4 hét múlva visszatérhet a csapatba, azonban 2011. március 17-én hivatalos bejelentés tett Arséne Wenger, hogy a belga középhátvéd a szezon hátralévő részében már nem játszhat. Egyébként utolsó mérkőzését a Blackburn Rovers elleni bajnokin játszotta, 2010. augusztus 28-án.

### Barcelona
Thomas Vermaelen 2014.08.09-én hivatalosan is a Barcelona játékosa lett, 15+4 millió eurót fizetett érte a Katalán klub, és 5 éves szerződést írt alá. Sérülései miatt a katalán csapatban mindössze 53 tétmérkőzésen szerepelt, négyszer nyert bajnoki címet, egyszer bajnokok Ligáját a csapattal.

### Vissel Kóbe
2019 nyarán a japán első osztályban szereplő Vissel Kóbe játékosa lett.

### A válogatottban
Nemzetközileg szerepelt a belga U-19-es válogatottban, és részt vett az U-21-es Európa bajnokságon. 20 évesen mutatkozott be a felnőtt válogatottban, 2006. március 6-án Luxemburg elleni mérkőzésen. 2009. október 8-án megkapta kapitányi karszalagot. 2009. november 14-én szerezte meg első találat a Belga válogatott színeiben,a Magyar válogatott ellen, a gólpasszt Eden Hazard adta Thomasnak.

### Válogatott góljai
| #  | Időpont            | Helyszín                          | Ellenfél     | Állás | Végeredmény | Kiírás     |
| -- | ------------------ | --------------------------------- | ------------ | ----- | ----------- | ---------- |
| 1. | 2009. november 14. | Jules Ottenstadion, Gent, Belgium | Magyarország | 2–0   | 3–0         | Barátságos |

## Klubstatisztika

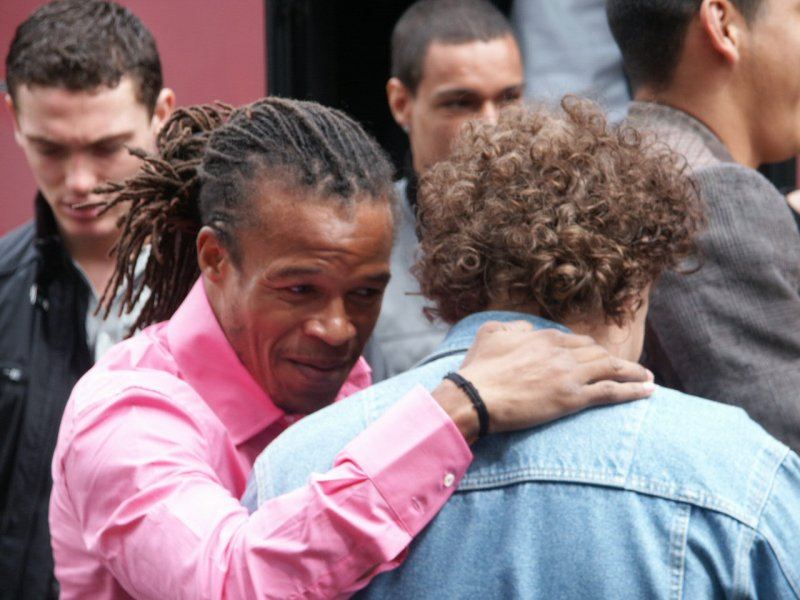
Vermaelen (fent jobbra) és csapattársaival Edgar Davidsal (bal alsó) és Gregory van der Wielel (fent középen), az Ajaxnál 2000-2008 között

(2010. március 7-e szerint)
| Klub                   | Szezon          | Liga | Liga | Liga     | Kupa | Kupa | Kupa     | Európa | Európa | Európa   | Összesen | Összesen | Összesen |
| Klub                   | Szezon          | Mérk | Gól  | Gólpassz | Mérk | Gól  | Gólpassz | Apps   | Gól    | Gólpassz | Mérk     | Gól      | Gólpassz |
| ---------------------- | --------------- | ---- | ---- | -------- | ---- | ---- | -------- | ------ | ------ | -------- | -------- | -------- | -------- |
| Ajax                   | 2003–04         | 1    | 0    | 0        | 0    | 0    | 0        | 0      | 0      | 0        | 1        | 0        | 0        |
| RKC Waalwijk (kölcsön) | 2004–05         | 13   | 3    | 0        | 0    | 0    | 0        | 0      | 0      | 0        | 13       | 3        | 0        |
| Ajax                   | 2005–06         | 24   | 2    | 0        | 0    | 0    | 0        | 5      | 0      | 0        | 34       | 2        | 0        |
| Ajax                   | 2006–07         | 23   | 0    | 0        | 3    | 0    | 0        | 7      | 0      | 0        | 34       | 0        | 0        |
| Ajax                   | 2007–08         | 19   | 1    | 0        | 0    | 0    | 0        | 2      | 0      | 0        | 22       | 1        | 0        |
| Ajax                   | 2008–09         | 31   | 4    | 0        | 0    | 0    | 0        | 9      | 1      | 0        | 40       | 5        | 0        |
| Összesen               | Összesen        | 118  | 10   | 0        | 3    | 0    | 0        | 23     | 1      | 0        | 137      | 11       | 0        |
| Arsenal                | 2009-2010       | 33   | 7    | 1        | 1    | 0    | 0        | 11     | 1      | 1        | 45       | 8        | 2        |
| Arsenal                | 2010-2011       | 5    | 0    | 5        | 0    | 0    | 0        | 0      | 0      | 0        | 5        | 0        | 1        |
| Arsenal                | 2011-2012       | 12   | 3    | 1        | 2    | 0    | 0        | 5      | 0      | 1        | 19       | 3        | 2        |
| Összesen               | Összesen        | 50   | 10   | 3        | 3    | 0    | 0        | 16     | 1      | 2        | 69       | 11       | 5        |
| Karrierje során        | Karrierje során | 161  | 20   | 3        | 6    | 0    | 0        | 39     | 2      | 2        | 206      | 22       | 5        |

## Sikerei, díjai
- Ajax:
  - Eredivise (1) : 2003-2004
  - KNVB Cup (2) : 2005-06, 2006-07

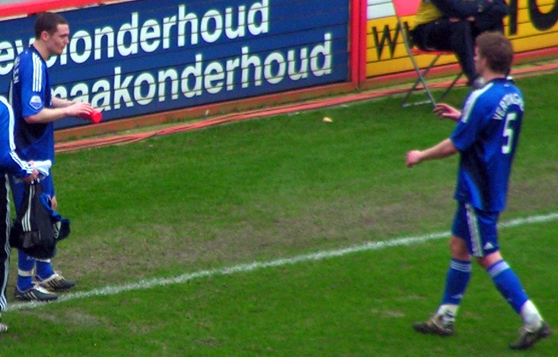
Vermaelen(balra) és Jan Vertonghen egy mérkőzésen, az Ajax színeiben

  - Johan Cruijff Shield (2) : 2006, 2007
- Arsenal FC:
  - Emirates kupa (1) : 2010
  - Ligakupa-döntő (1) : 2011
  - FA kupagyőztes 2013-14
- Egyéni:
  - PFA év csapata (1) : 2009-10